# Polygala kajii
Polygala kajii är en jungfrulinsväxtart som beskrevs av Jorge Américo Rodrigues Paiva. Polygala kajii ingår i släktet jungfrulinssläktet, och familjen jungfrulinsväxter. Inga underarter finns listade i Catalogue of Life.